# 1-ша лижна дивізія (Третій Рейх)

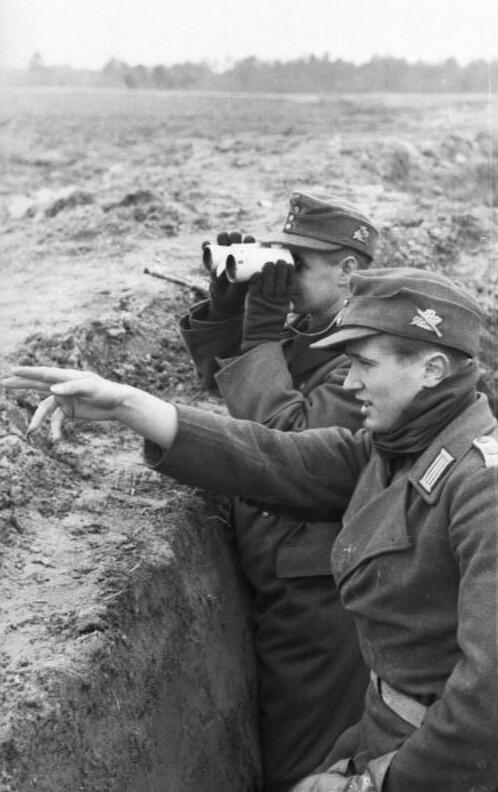
Солдати 1-ї лижної дивізії Вермахту в окопах на Східному фронті

1-ша лижна дивізія (Третій Рейх) (нім. 1. Skijäger-Division) — лижна піхотна дивізія Вермахту, спеціально підготовлена для ведення бойових дій в зимових умовах за часів Другої світової війни.

## Райони бойових дій
- СРСР (центральний напрямок) (червень — жовтень 1944);
- Словаччина (жовтень — грудень 1944);
- Верхня Сілезія, Південна Польща, Чехословаччина (грудень 1944 — травень 1945).

## Командування

### Командири
- генерал-майор Мартин Берг (нім. Martin Berg) (5 червня — 2 жовтня 1944);
- генерал-лейтенант Густав Хундт (нім. Gustav Hundt) (2 жовтня 1944 — 1 січня 1945);
- генерал-майор Ганс Ститс (нім. Hans Steets) (1 січня — 1 лютого 1945);
- генерал-лейтенант Густав Хундт (1 лютого — 8 травня 1945).

## Нагороджені дивізії
Нагороджені дивізії
|  | Кавалери Нагрудного знаку ближнього бою в золоті                                                           | 2                                                                                           |
|  | Кавалери Золотого Німецького Хреста                                                                        | 20                                                                                          |
|  | Категорія:Кавалери Лицарського хреста Залізного хреста з Дубовим листям                                    | 2 (№ 740 гауптман Віллі Шюльке — 16.02.1945 № 628 гауптман Ганс-Крістіан Шток — 23.10.1944) |
|  | Категорія:Кавалери Лицарського хреста Залізного хреста                                                     | 11                                                                                          |
|  | Кавалери Почесної застібки Сухопутних військ «Почесна застібка на орденську стрічку для Сухопутних військ» | 15                                                                                          |

- Нагороджені Сертифікатом Пошани Головнокомандувача Сухопутних військ (1)